# Targowica (hromada Horodenka)
Targowica (lub Targowica Polna) (ukr. Торговиця) – wieś na Ukrainie w rejonie kołomyjskim obwodu iwanofrankiwskiego.
W 1839 urodził się tutaj Dawid Abrahamowicz – polski konserwatywny polityk i działacz społeczny, a w 1899 zmarł Adolf Abrahamowicz – polski komediopisarz.
W 1871 urodził się tutaj Łeś Martowycz – pisarz ukraiński.